# Embritópode
Os embritópodes (Embrithopoda) são uma ordem extinta de mamíferos que viveram no Oligoceno, há entre 34 milhões e 23 milhões de anos.
Os Embrithopoda são aparentados com os Hyracoidea e ancestrais dos Proboscidea. Todos fazem parte da superordem Afrotheria.
Fósseis de Embrithopoda foram encontrados no Egito, Mongólia, Turquia e Romênia. A família mais primitiva, os Phenacolophidae, já foram anteriormente considerados como perissodáctilos primitivos.

## Classificação
Ordem Embrithopoda Andrews, 1906
- Família Phenacolophidae South China Red Bed Team 1977 (Condylarthra ?)
  - Gênero Phenacolophus Matthew e Granger 1925
  - Gênero Ganolophus Zhang, 1979
  - Gênero Minchenella Zhang, 1980
  - Gênero Tienshanilophus Tong, 1978
  - Gênero Yuelophus Zhang, 1978
- Família Arsinoitheriidae Andrews, 1904
- Família Palaeoamasiidae Sen e Heintz, 1979